# 拜切海伊
拜切海伊，是匈牙利佐洛州所辖的一个村，总面积36.07平方公里，总人口2076，人口密度57.6人/平方公里（2010年1月1日）。